# Вест Бранч (Ајова)
Вест Бранч (енгл. West Branch) град је у америчкој савезној држави Ајова. По попису становништва из 2010. у њему је живело 2.322 становника.

## Демографија
Према попису становништва из 2010. у граду је живело 2.322 становника, што је 134 (6,1%) становника више него 2000. године.
| Група             | 2000.         | 2010.         |
| Белци             | 2.095 (95,7%) | 2.216 (95,4%) |
| Афроамериканци    | 8 (0,4%)      | 10 (0,4%)     |
| Азијати           | 20 (0,9%)     | 15 (0,6%)     |
| Хиспаноамериканци | 38 (1,7%)     | 49 (2,1%)     |
| Укупно            | 2.188         | 2.322         |